# 八代村 (茨城県)
八代村（やしろむら）は、茨城県行方郡にかつて存在した村である。

## 地理
- 現在の潮来市の西部、旧牛堀町の東部に位置する。
- 村域は台地と平地が入り組む谷戸が多い地形になっている。
- 村は常陸利根川の北岸に位置する。

## 歴史

### 村域の変遷
- 1889年（明治22年）4月1日 - 町村制施行により、上戸村・島須村が合併し行方郡八代村が発足。
- 1955年（昭和30年）4月1日 - 香澄村と合併し牛堀村が発足。八代村は消滅。

変遷表
| 1868年 以前 | 1868年 以前 | 明治11年 | 明治22年 4月1日 | 昭和30年 | 昭和30年 | 平成13年 4月1日 | 現在   |
| 1868年 以前 | 1868年 以前 | 明治11年 | 明治22年 4月1日 | 4月1日   | 11月3日  | 平成13年 4月1日 | 現在   |
| ----------- | ----------- | -------- | --------------- | -------- | -------- | --------------- | ------ |
|             | 上戸村      | 上戸村   | 八代村          | 牛堀村   | 町制     | 潮来町 に編入   | 潮来市 |
|             | 島崎村      | 島須村   | 八代村          | 牛堀村   | 町制     | 潮来町 に編入   | 潮来市 |
|             | 赤須村      | 島須村   | 八代村          | 牛堀村   | 町制     | 潮来町 に編入   | 潮来市 |

## 人口・世帯

### 人口
総数 [単位： 人]
| 1891年（明治24年） | 2,164 |
| 1920年（大正 9年） | 2,680 |
| 1927年（昭和 2年） | 3,002 |
| 1935年（昭和10年） | 3,087 |
| 1950年（昭和25年） | 4,168 |

### 世帯
総数 [単位： 世帯]
| 1920年（大正 9年） | 547 |
| 1927年（昭和 2年） | 406 |
| 1935年（昭和10年） | 575 |
| 1950年（昭和25年） | 766 |

## 交通

### 道路
- 二級国道
  - 国道123号（ → 国道51号）